# Kontrola prokuratorska
Kontrola prokuratorska – kontrola administracyjna sprawowana przez prokuratora wynikająca z podstawowego zadania prokuratury (strzeżenia praworządności). Jej pierwowzorem była wprowadzona w 1922 radziecka prokuratorska kontrola przestrzegania prawa, którą wprowadzono w systemach prawnych pozostałych państw bloku wschodniego. W Polsce zakres tej kontroli był kilkukrotnie zmieniany.

## Prawo polskie do 1990
Kontrola prokuratorska została wprowadzona do polskiego systemu prawa w 1950 ustawą o Prokuraturze RP (tzw. „nadzór ogólny prokuratury”). Postalinowska ustawa o Prokuraturze PRL wprowadziła „prokuratorską kontrolę przestrzegania prawa”.

## Prawo polskie od 1990

### Podstawa prawna i zakres
Od 1990 kontrola prokuratorska jest w Polsce wewnątrzadministracyjną (z przerwą w latach 2010–2016) kontrolą legalności, sprawowaną przez Prokuratora Generalnego i podległych mu prokuratorów. Jej podstawą były przepisy ustawy o prokuraturze i ustawy – Prawo o prokuraturze, a także kodeksu postępowania administracyjnego (k.p.a.) i ustawy – Prawo o postępowaniu przed sądami administracyjnymi (p.p.s.a.). Kontrola ta obejmuje dwa zakresy: sprawy rozstrzygane przez organy administracyjne poprzez wydanie decyzji administracyjnej (kontrola stosowania prawa) oraz sprawy znajdujące się poza zakresem postępowania administracyjnego (kontrola stanowienia prawa).

### Kontrola aktów stosowania prawa
Prokurator może podjąć kontrolę w celu usunięcia stanu niezgodnego z prawem, zwracając się do właściwego organu administracji publicznej o wszczęcie postępowania. Może też, w celu zapewnienia, aby postępowanie i rozstrzygnięcie sprawy było zgodne z prawem, dołączyć do postępowania w każdym jego stadium. Prokuratorowi przysługują prawa strony w postępowaniu administracyjnym, przy czym jest uprzywilejowany w stosunku do strony. Do dyspozycji prokuratora są następujące środki prawne:
- sprzeciw od decyzji ostatecznej – nadzwyczajny środek prawny przysługujący wyłącznie prokuratorowi[13];
- skarga na decyzję do sądu administracyjnego – w przedłużonym, sześciomiesięcznym terminie[14].

Ponadto Prokurator Generalny może występować z wnioskiem o rozstrzygnięcie sporu o właściwość między organami jednostek samorządu terytorialnego lub sporu o właściwość między organami jednostek samorządu terytorialnego a terenowymi organami administracji rządowej przez sąd administracyjny.

### Kontrola aktów stanowienia prawa
Prokurator Generalny może wystąpić z wnioskiem do Trybunału Konstytucyjnego o stwierdzenie zgodności z Konstytucją lub ustawą aktów określonych w art. 188 Konstytucji. W przypadku, gdy uchwała organu jednostki samorządu terytorialnego czy też rozporządzenie wojewody są niezgodne z prawem, prokurator zwraca się do organu, który je wydał o ich zmianę, uchylenie albo wnioskuje o to do odpowiedniego organu nadzorczego lub sądu administracyjnego. Organy administracji państwowej mają obowiązek udzielenia pomocy w wypełnianiu zadań prokuratury.